# Diebold Nixdorf
Pour les articles homonymes, voir Diebold (homonymie).
Diebold Nixdorf, Inc est une entreprise américaine créée en 1859, cotée en Bourse au NYSE. Après l'arrêt de l'activité machines à voter, Diebold a accru ses capacités et est maintenant le principal fabricant et distributeur d'automates bancaires. Son activité englobe également une offre de services, de logiciels et de sécurité. En 2016, la société Diebold a racheté la société allemande Wincor Nixdorf pour donner naissance à la société Diebold Nixdorf, Inc., En 2017, Diebold Nixdorf est reconnu par RBR (aujourd'hui Datos Insights) dans son rapport "Global ATM Market and Forecasts to 2022." comme le numéro un mondial du marché des guichets automatiques bancaires.

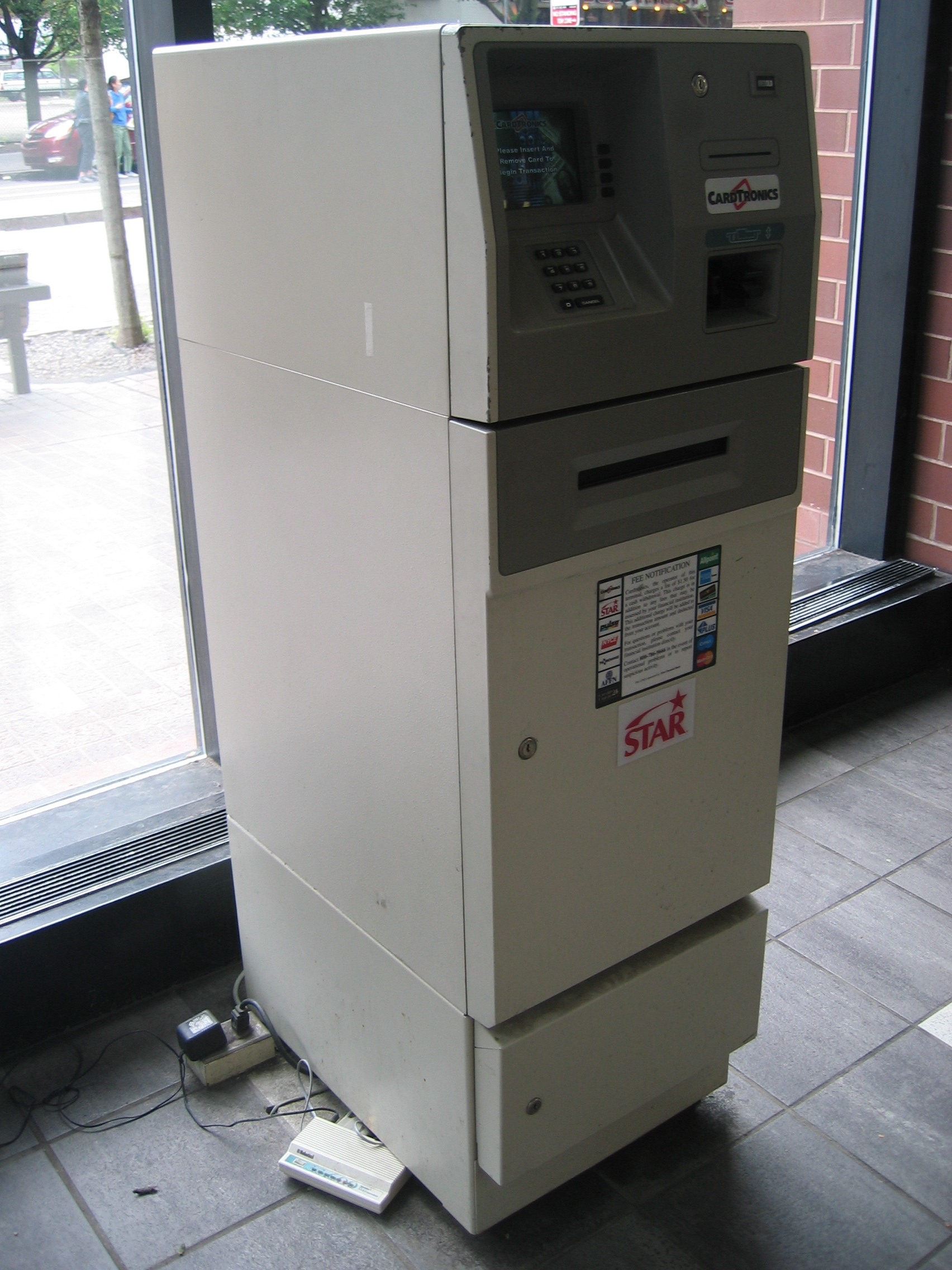
Diebold 1063ix avec modem

## Histoire
Diebold a été créé en 1859 par Charles Diebold à Cincinnati (Ohio).
En mars 2008, United Technologies Corporation a proposé d'acheter Diebold pour 2,63 milliards de dollars mais en octobre 2008 l'offre a été retirée.
En novembre 2015, Securitas AB acquiert les activités de sécurités électroniques de Diebold, pour 350 millions de dollars.
En novembre 2015, Diebold lance une offre de rachat pour 1,7 milliard d'euros en actions et en numéraire. À la suite de cette fusion, Diebold Nixdorf devient le nouveau leader mondial des automates bancaires.

## Principaux actionnaires
Au 8 avril 2020.
| The Vanguard Group                   | 11,2% |
| GAMCO Asset Management               | 6,81% |
| Pzena Investment Management          | 4,41% |
| Capital Research & Management        | 4,19% |
| Sapience Investments                 | 3,70% |
| Kopernik Global Investors            | 3,60% |
| Neuberger Berman Investment Advisers | 3,47% |
| Capital Research & Management        | 3,24% |
| Victory Capital Management           | 3,24% |
| Park West Asset Management           | 3,22% |

## Controverse
Diebold fut soupçonné par les démocrates de truquage pour l'élection (Bush - Kerry) en 2004 avec la complicité de Ken Blackwell (en), le secrétaire d'État républicain de l'Ohio, mais, selon Avi Rubin, (un informaticien de l'université Johns-Hopkins qui a relu le logiciel) il est tout sauf certain que le logiciel présent sur le disque soit le logiciel de Diebold.
En 2007, l'outil Wikiscanner détecte que des adresses IP de chez Diebold suppriment de Wikipédia en anglais les informations sur Walden O'Dell (en), le PDG de l'époque, et de son financement de la campagne de George Bush. Un mois plus tard des informations concernant le trucage des élections de 2000 sont effacées.